# Beinn Liath Mhòr
Der Beinn Liath Mhòr ist ein als Munro und Marilyn eingestufter, 926 m (3.038 ft) hoher Berg in den schottischen Highlands. Sein gälischer Name kann in etwa mit  	Großer grauer Berg übersetzt werden. Er liegt in einer weitgehend unbesiedelten Berglandschaft der Northwest Highlands zwischen Loch Torridon und Strathcarron, etwa 70 Kilometer westlich von Inverness.
In der Berglandschaft zwischen Torridon und dem Glen Carron ist der Beinn Liath Mhòr der niedrigste von drei Munros. Der Berg besteht aus einem mächtigen und langgestreckten Rücken mit steilen Flanken, der in etwa in der Richtung West–Ostsüdost verläuft. Er besitzt mehrere, durch Cairns markierte Gipfel, der höchste liegt am westlichen Ende des teils relativ breiten, teils sehr schmalen Gipfelgrats. In der Mitte des Grats liegt ein 887 m (2.910 ft) hoher Nebengipfel, am Südostende des Grats ein weiterer, 876 m (2.874 ft) hoher Nebengipfel. Im Wesentlichen aus Torridonischem Sandstein bestehend, weist der Beinn Liath Mhòr entlang seines breiten Rückens markante, aus weißem Quarzit bestehende Bänder auf, die in den Sandstein eingelagert sind. Auf seiner Südseite überragt der Beinn Liath Mhòr das auf der anderen Seite vom benachbarten Sgòrr Ruadh eingerahmte Coire Làir, auf der Nordseite das Coire Beinne Lèithe. Westlich des Hauptgipfels liegt auf etwa 650 m Höhe ein kleiner Bergsattel am Talschluss des Coire Làir, über den der Beinn Liath Mhòr mit dem Sgòrr Ruadh verbunden ist

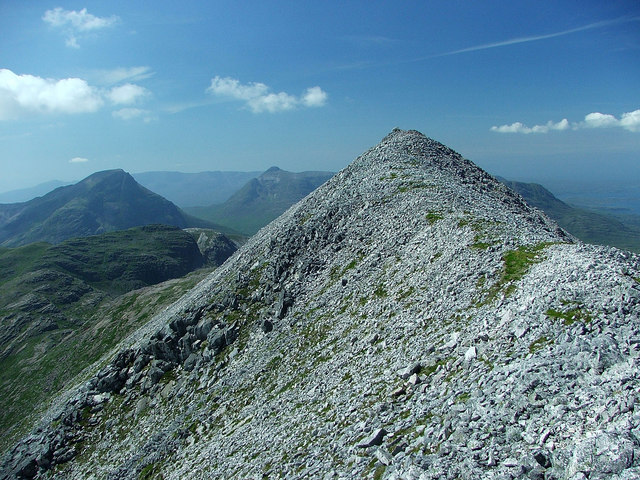
Auf dem Gipfelgrat, Blick zum Gipfel des Beinn Liath Mhòr
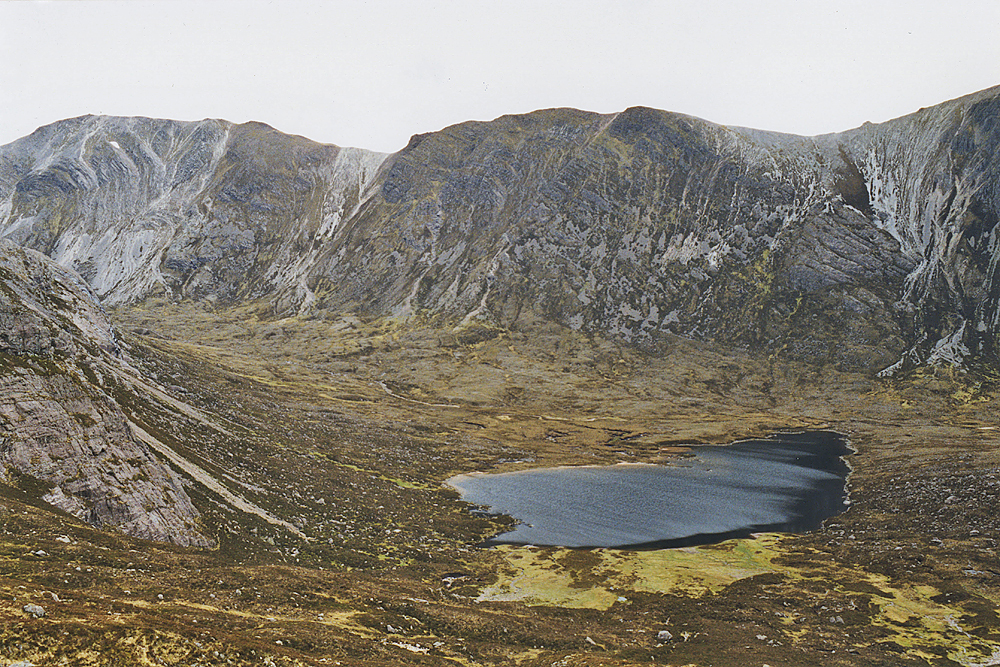
Blick vom Bealach Mòr südlich des Sgòrr Ruadh über das Coire Làir zum Beinn Liath Mhòr
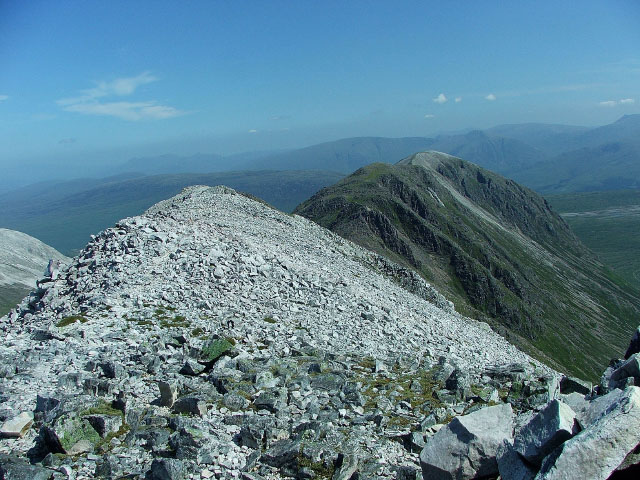
Blick vom Gipfelcairn des Beinn Liath Mhòr über den Gipfelgrat nach Südosten
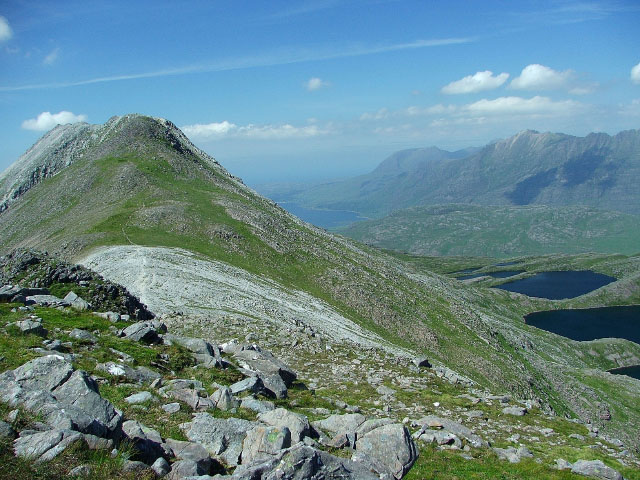
Blick vom südöstlichen Abschnitt des Gipfelgrats nach Nordwesten entlang des Grats, rechts Lochan Uaine, im Hintergrund Loch Torridon

Zugänglich ist der Beinn Liath Mhòr am schnellsten aus dem südlich liegenden Glen Carron. Ausgangspunkt für den Zustieg ist die kleine Ortschaft Achnashellach an der A890, die auch eine Station an der Kyle of Lochalsh Line besitzt. Von einem Parkplatz bzw. der Bahnstation führt ein Weg entlang des tief eingeschnittenen River Làir in das landschaftlich reizvolle Coire Làir. Der Beinn Liath Mhòr kann sowohl über das südöstliche Ende des Gipfelgrats wie auch über den Sattel am Talschluss des Coire Làir bestiegen werden. Munro-Bagger kombinieren eine Besteigung als Rundtour gemeinsam mit seinem südlichen Nachbarn Sgòrr Ruadh. Eine weitere Zustiegsmöglichkeit besteht – allerdings mit deutlich längeren Zugängen verbunden – aus Richtung Nordwesten von Torridon kommend über alte Jagdpfade bis zum Sattel am Westende des Gipfelgrats.